# أبو القاسم الوهراني
أبو القاسم عبد الرحمن بن عبد الله بن خالد بن مسافر الهمذاني، المغربي، الوهراني، ثم البجاني، (338 هـ - 411 هـ) محدث في القرن الرابع الهجري.

## سيرته
ولد في سنة ثمان وثلاثين وثلاث مائة. وسافر في التجارة إلى أقصى خراسان، وعني بالرواية. واستقر في بجانة من مدن الأندلس. حدث بصحيح البخاري، وروى مسند أحمد عن أبي بكر القطيعي، وسمع من تميم بن محمد بن أحمد، أبو العباس الموطأ. مات في ربيع الأول سنة إحدى عشرة وأربع مائة.
وأخذ عن: الحسن بن رشيق ونحوه بمصر، وعن القاضي أبي بكر الأبهري، وطائفة ببغداد، وعن تميم بن محمد بالقيروان، وعن محمد بن عمر الشبويي بمرو، وعن إبراهيم بن أحمد المستملي ببلخ.
وقدم إلى بلاده بإسناد عال، فحمل عنه ابن عبد البر، وأبو عمر بن سميق، وأبو حفص الزهراوي، وحاتم بن محمد، وأبو عمر أحمد بن الحذاء، وأبو محمد بن حزم، وآخرون.